# Букулов, Алексей Дмитриевич
Алексей Дмитриевич Букулов (осет. Алыкси Букуылты, 8 июня 1920 года, село Валитикау, Грузинская Демократическая Республика — 23 марта 2010 года, Цхинвал, Южная Осетия) — юго-осетинский советский писатель и журналист.

## Биография
Родился 8 июня 1920 года в крестьянской семье в юго-осетинском селе Валитикау. В 1940 году окончил Сталинирский педагогический техникум, после чего был назначен на должность заведующего начальной Чкараульской школы. В этой же школе занимался преподавательской деятельностью. В 1940 году был призван на срочную службу в Красной Армии. Участвовал с первых дней в боевых сражениях Великой Отечественной войне. В 1942 году попал в плен и находился в лагере для военнослужащих на территории Румынии. В 1944 году бежал из лагеря и продолжил воевать в составе Красной Армии. Воевал в Чехословакии при освобождении Братиславы. В апреле 1945 года получил тяжёлое ранение и проходил лечение в госпитале на протяжении года. В 1946 году был демобилизован и возвратился в Южную Осетию.
Работал в различных органах печати. Был корректором в редакции осетинского литературного журнала «Фидиуæг». В 1951 году был арестован по доносу и осуждён на 25 лет лагерей. После пяти лет нахождения в лагере был освобождён из-за заключения. В 1957 году поступил на историко-филологический факультет Юго-Осетинского педагогического института (сегодня — Юго-Осетинский государственный университет), который окончил в 1960 году.
После окончания Юго-Осетинского педагогического института работал в радиокомитете Южной Осетии. С 1967 года работал ответственным секретарём в редакции журнала «Фидиуæг». Позднее находился на должностях главного редактора книжного издательства «Ирыстон», главного редактора радиовещания Южной Осетии и редактора отдела прозы журнала «Фидиуæг».
Во время вооружённого конфликта 1991 года потерял своего сына, который был сожжён в одном из грузинских анклавов. Смерть его сына сильно подкосило его здоровье и он скончался 23 марта 2010 года в Цхинвале.

## Творчество
В 1939 году в сборнике «Æвзартæ» (Ростки) вышел его первый рассказ «Бесойы цин» (Радость Бесо). В 1957 году выпустил свой первый сборник рассказов «Уыцы бонтæ» (Те дни). Наибольшую известность получил после издания романа-трилогии «Хæхты дидинæг» (Горный цветок) и романа-дилогии «Зарæг баззад цæргæйæ» (Песня осталась жить).